# Tolbutamide
La tolbutamide è una molecola appartenente alla famiglia delle sulfaniluree, dotata di azione ipoglicemizzante ed utilizzata come farmaco per la cura del diabete. L'azione ipoglicemizzante è dovuta al fatto che la tolbutamide favorisce il rilascio di insulina dalle cellule β del pancreas. Il farmaco è stato sviluppato dalla società farmaceutica Upjohn e venduto in alcuni paesi europei con il nome commerciale di Orinase.

## Caratteristiche fisiche e chimiche
Si presenta come una polvere cristallina biancastra. Risulta praticamente insolubile in acqua, ma solubile in alcoli e in acetone.

## Farmacodinamica
La molecola agisce stimolando e favorendo la secrezione di insulina da parte delle cellule beta delle isole di Langerhans del pancreas probabilmente legandosi a specifici recettori delle sulfaniluree (SUR-1) presenti sulla loro superficie. Il composto è pertanto del tutto inefficace in caso di assenza di tali cellule funzionanti.
Come per le altre sulfaniluree esistono meccanismi d'azione ipoglicemizzanti di tipo extrapancreatico (aumentata sensibilità periferica all'insulina, riduzione della produzione basale di glucosio da parte del fegato, riduzione della degradazione epatica dell'insulina endogena) che si rendono più evidenti in una seconda fase del trattamento.

## Farmacocinetica
A seguito di somministrazione per via orale il farmaco è rapidamente assorbito dal tratto gastroenterico. Il picco di concentrazione plasmatica (Cmax) viene raggiunto entro 3–5 ore dall'assunzione. L'effetto ipoglicemizzante massimo si manifesta entro 5-8 ore e, nei pazienti diabetici, persiste per circa 24 ore. L'emivita della molecola è compresa tra 4 e 7 ore.
La contemporanea assunzione di un pasto non altera i parametri farmacocinetici. 
Negli individui anziani vengono raggiunte concentrazioni di picco generalmente più elevate rispetto ai giovani adulti.
Il farmaco viene metabolizzato a livello epatico dal citocromo P450, particolarmente dall'isoenzima CYP2C9.
L'eliminazione dall'organismo avviene grazie all'emuntorio renale anche sotto forma di metaboliti dotati di minima attività ipoglicemizzante.

## Usi clinici
Il farmaco è indicato nel trattamento del diabete mellito (diabete mellito di tipo 2) non giovanile, non acidosico, in pazienti non in sovrappeso o nei quali la metformina (che è dotata anche di attività anoressizzante) sia controindicata o non tollerata. Il trattamento farmacologico deve associarsi ad opportune misure dietetiche e a regolare esercizio fisico: dieta ed esercizio fisico rappresentano la prima misura terapeutica nella gestione del paziente diabetico.
Il composto può essere utilizzato in combinazione ad altri agenti ipoglicemizzanti (ad esempio acarbose), oppure alla stessa insulina, se il paziente con diabete mellito di tipo 2 non raggiunge un adeguato controllo glicemico attraverso la dieta, l'esercizio fisico ed un singolo agente antidiabetico in monosomministrazione.

### Usi diagnostici
Talvolta la tolbutamide può essere utilizzata per fare diagnosi di insulinoma o di altri disturbi pancreatici.
In questo caso il protocollo prevede che 1 grammo di tolbutamide sia infuso per via endovenosa in una soluzione con concentrazione del 5% in un tempo compreso tra 2 e 3 minuti.

## Effetti collaterali
Durante il trattamento con tolbutamide è possibile che si verifichino eventi avversi di tipo gastrointestinale ed in particolare dispepsia, nausea, vomito, dolore addominale, diarrea o stipsi. Con minore frequenza sono stati segnalati casi di epatotossicità con aumento delle transaminasi (AST, ALT e fosfatasi alcalina), epatite acuta ed ittero colestatico.
In letteratura medica sono segnalate reazioni ematologiche anche gravi e potenzialmente pericolosi per la vita: trombocitopenia in alcuni casi associata a porpora,
leucopenia, agranulocitosi, anemia emolitica, anemia aplastica, e pancitopenia.
L'evento avverso più frequente e pericoloso che si può manifestare in corso di trattamento con tolbutamide è comunque una grave ipoglicemia, in particolare se il paziente non aderisce adeguatamente alla dieta e non si alimenta con regolarità nell'orario dei pasti, così come se manca di assumere determinati pasti. 
L'ipoglicemia si verifica con maggiore probabilità in soggetti gravemente debilitati o di età avanzata, in caso di attività fisica inconsueta, e in caso di eccessiva assunzione di bevande alcoliche.
Possibili anche reazioni da ipersensibilità (poco più dell'1% dei pazienti) quali, ad esempio, prurito, rash cutaneo, orticaria, eruzioni cutanee maculopapulari e morbilliformi, eczema. Queste reazioni nella maggior parte dei casi sono transitorie e scompaiono con la sospensione dell'ipoglicemizzante. In alcuni, rari, casi è stata segnalata porfiria cutanea tarda e fotosensibilizzazione.

## Controindicazioni
La tolbutamide è controindicata nei soggetti con ipersensibilità individuale nota al principio attivo oppure a molecole chimicamente correlate. È inoltre controindicata in caso di diabete chetoacidosico e nei soggetti con diabete mellito di tipo 1: queste ultime condizioni trovano un trattamento più appropriato con la somministrazione di insulina.

## Sovradosaggio
In caso di sovradosaggio accidentale o volontario si verificano in forma accentuata i sintomi correlati a ipoglicemia: cefalea, sensazione di fame, nausea, vomito, astenia, sonnolenza, agitazione psicomotoria, aggressività, alterato stato di vigilanza, rallentamento del tempo di reazione, confusione mentale, disturbi della parola o della vista, afasia, tremore, paralisi, vertigini, perdita di autocontrollo, delirio, convulsioni cerebrali.

## Gravidanza e allattamento
Studi sperimentali eseguiti sui ratti hanno messo in evidenza che tolbutamide è teratogenica. Allo stato attuale delle conoscenze non esistono studi adeguati e ben controllati in donne in stato di gravidanza che abbiano assunto tolbutamide. Per tale motivo il farmaco non è raccomandato per il trattamento di pazienti diabetiche gravide.
Dal momento che concentrazioni ematiche anormali di glucosio durante la gravidanza, ed in particolare le fluttuazioni della glicemia, possono essere associate con una elevata incidenza di anomalie congenite, si ritiene che l'insulina, per la sua capacità di mantenere sotto controllo la glicemia e per l'assenza di effetti potenzialmente tossici sul feto (l'insulina non oltrepassa la barriera placentare) resti il trattamento di scelta nelle donne diabetiche gravide.
La Food and Drug Administration (FDA) ha inserito la tolbutamide in classe C per l'uso in gravidanza. In questa classe sono inseriti i farmaci privi di studi controllati sulle donne ma i cui studi sugli animali hanno rilevato effetti dannosi sul feto (teratogenico, letale o altro), oppure i farmaci per i quali non sono disponibili studi né sull'uomo né sull'animale.